# FASA Studio
FASA Studio (anteriormente FASA Interactive) foi uma desenvolvedora de jogos eletrônicos fundada em 1994 pela empresa de jogos de mesa FASA Corporation.
Em 1996, a FASA Interactive and Virtual World Entertainment, outra empresa criada pelos fundadores da FASA Corp. Jordan Weisman e L. Ross Babcock, tornou-se subsidiária integral do Virtual World Entertainment Group (VWEG). Em 1999, a Microsoft Corporation comprou a VWEG para adquirir o talento da FIT e as propriedades intelectuais da FASA Corp. O componente VWE da VWEG foi vendido a um grupo liderado pelo ex-CFO da VWEG, James Garbarini. FASA Interactive então tornou-se FASA Studio, um componente do Microsoft Studios. Como tal, a empresa desenvolveu jogos exclusivos para as plataformas Windows e Xbox. Sua sede estava localizada em Redmond, Washington, a apenas alguns quilômetros do campus principal da Microsoft Corporation.
A FASA foi oficialmente fechada em 12 de setembro de 2007, com apenas as posições de Community Manager e Technical Support Manager permanecendo ativas para suportar seus jogos. A Microsoft subsequentemente licenciou os direitos de produção de adaptações eletrônicas dos jogos da FASA para Weisman, que dirigiu uma empresa chamada Smith & Tinker. A Smith & Tinker fechou em 8 de novembro de 2012.

## Jogos desenvolvidos
- MechCommander - PC (1998)
- MechWarrior 4: Vengeance - PC (2000)
- MechWarrior 4: Black Knight - PC (2001) - com Cyberlore Studios
- MechCommander 2 - PC (2001)
- MechWarrior 4: Mercenaries - PC (2002) - com Cyberlore Studios
- MechAssault - Xbox (2002)
- Crimson Skies: High Road to Revenge - Xbox (2003)
- MechAssault 2: Lone Wolf - Xbox (2004)
- Shadowrun - PC, Xbox 360 (2007)